# کابوس تهویه‌شده
کابوس تهویه‌شده (انگلیسی: The Air-Conditioned Nightmare) نام کتاب خاطرات هنری میلر است که اولین بار در سال ۱۹۴۵ منتشر شد. او در این کتاب به شرح خاطرات سفر دور آمریکای خود در سال ۱۹۳۹، پس از بازگشت از نزدیک به یک دهه زندگی در پاریس پرداخته‌است.